# گومسئونگ-دونگ
گومسئونگ-دونگ (به لاتین: Geumseong-dong) یک منطقهٔ مسکونی در کره جنوبی است که در Geumjeong District واقع شده‌است.